# آثار الأبرار وأنوار الأخبار (كتاب)
كتاب آثار الأبرار وأنوار الأخبار في الأحاديث تأليف السيد الفاضل المحدث الواعظ أبي الخير الداعي بن الرضا بن محمد العلوي الحسيني.
ذكره كذلك الشيخ منتجب الدين المتوفى بعد سنة 585 في فهرسه. ويعد من علماء المائة الخامسة.

## المصدر
1. ↑  محمد محسن آقا بزرگ تهرانى،, (1994-). مصنفات شيعه : ترجمه و تلخيص الذريعة إلى تصانيف الشيعة. Bunyād-i Pizhūhishhā-yi Islāmī, Āstān-i Quds-i Raz̤avī. OCLC:607890561. مؤرشف من الأصل في 2022-11-19. {{استشهاد بكتاب}}: تحقق من التاريخ في: |تاريخ= (مساعدة)صيانة الاستشهاد: علامات ترقيم زائدة (link)